# Red River (New Mexico)
Red River ist ein Dorf im Taos County im US-Bundesstaat New Mexico. Red River hat 484 Einwohner auf einer Fläche von 2,6 km². Das Dorf liegt ganz im Carson National Forest an der Grenze zum Colfax County. Das Dorf besitzt ein Skigebiet.

## Geschichte
Red River blühte in den 1870er Jahren auf, als im Dorf Gold entdeckt wurde. Die Bevölkerung wuchs bis 1895 auf etwa 3000 Einwohner. Die Bergbau-Wirtschaft überschritt 1897 ihren Höhepunkt und auch die Bevölkerungszahl nahm wieder ab. Gegen 1905 hatte sich das Dorf allerdings einen neuen Ruf erarbeitet als Zufluchtsort vor Hitze und Paradies zum Forellen-Angeln. Als 1931 die letzten wichtigen Minen geschlossen wurden, war der Tourismus bereits zur Haupteinnahmequelle geworden.

## Demografische Daten
Das mittlere Einkommen eines Haushalts lag laut United States Census Bureau 2000 bei 31.667 USD, das mittlere Einkommen einer Familie bei 39.792 USD. Männer haben ein durchschnittliches Einkommen von 31.667 USD gegenüber den Frauen mit durchschnittlich 19.750 USD. Das Pro-Kopf-Einkommen liegt bei 20.988 USD.
9,7 % der Einwohner und 5,4 % der Familien leben unterhalb der Armutsgrenze.
7,4 % der Einwohner sind unter 18 Jahre alt und auf 100 Frauen ab 18 Jahren und darüber kommen statistisch 98,5 Männer. Das Durchschnittsalter beträgt 45 Jahre (Stand: 2000).